# Theon Greyjoy
Theon Greyjoy er en fiktiv person i den amerikanske forfatter George R. R. Martins fantasyserie A Song of Ice and Fire og i HBOs filmatisering Game of Thrones.
Karakteren blev introduceret i Kampen om tronen (1996), og optrådte efterfølgende i Kongernes kamp (1998), En storm af sværd (2000) og En dans med drager (2011). Theon er den yngste søn og arving af Balon Greyjoy, som blev taget af Lord Eddard Stark efter Balons forfejlede oprør. Theons komplekse og ofte problemfyldte forhold med både sin rigtigefamilie og sin adoptivfamilie er centrale for hans karakterark igennem både romanere og tv-serien. Han blev genintroduceret som Reek, der er Ramsay Boltons torturerede vasal. Han er en af de fremherskende personer, og hvorfra flere kapitler er skrevet.
Han bliver spillet af den engelske skuespiller Alfie Allen i HBO's tv-serie.